# Келебердовка
Келебердовка (укр. Келебердівка) — село,
Кировский сельский совет,
Полтавский район,
Полтавская область,
Украина.
Код КОАТУУ — 5324081406. Население по переписи 2001 года составляло 222 человека.

## Географическое положение
Село Келебердовка находится в 3-х км от левого берега реки Ольховая Голтва и в 4-х км от правого берега реки Полузерье,
в 1-м км от сёла Пальчиковка и Цыганское.
Рядом проходят автомобильная дорога М-03 и 
железная дорога, станция Уманцевка в 2-х км.

## Экономика
- Птице-товарная ферма.